# Grand Prix By My Car
Le Grand Prix By My Car est une course cycliste française disputée au mois de mai autour de Liergues, dans le département du Rhône. Créée en 1958, il est organisé par le Vélo Club Caladois 
Cette épreuve a connu de nombreuses appellations depuis sa création. L'édition 2018 est la dernière à ce jour. En 2019, la course n'a pas pu être organisée. 

## Palmarès
| Année                        | Vainqueur                 | Deuxième                  | Troisième                 |
| ---------------------------- | ------------------------- | ------------------------- | ------------------------- |
| Grand Prix Brandt            |                           |                           |                           |
| 1958                         | Stéphane Klimek           | Robert Ducard             | Joseph Carrara            |
| 1959                         | non disputé               | non disputé               | non disputé               |
| 1960                         | Joseph Boudon             | Roger Castel              | Daniel Dhieux             |
| Grand Prix du Froid Caladois |                           |                           |                           |
| 1961                         | Jacky Chantelouve         | Michel Descombin          | Guy Douard                |
| 1962                         | Michel Descombin          | Achille Tomasello         | Michel Presumey           |
| 1963                         | Maurice Bénet             | Charles Bonnefond         | Daniel Jacquelin          |
| 1964                         | Joseph Boudon             | Vincent Alfaro            | Georges Bonnefond         |
| 1965                         | Joseph Boudon             | Maurice Bénet             | Vincent Alfaro            |
| 1966                         | Francis Rigon             | Blaise Gallo              | Bernard Thévenet          |
| 1967                         | Paul Bonnefond            | Michaux                   | Marcel Magnan             |
| 1968                         | Paul Gutty                | Francis Rigon             | René Grelin               |
| 1969                         | Francis Rigon             | Charles Rigon             |                           |
| 1970                         | Ferdinand Julien          | Maurice Chizat            | Joël Bernard              |
| 1971                         | Maurice Chizat            | Henri Chavy               | Henri Berthillot          |
| 1972                         | Gérard Comby              | Yves Bottazzi             | Henri Chavy               |
| 1973                         | Yves Bottazzi             | Joël Bernard              | Bernard Vallet            |
| 1974                         | Yves Bottazzi             |                           |                           |
| 1975                         | Henri Chavy               | Serge Barle               | Jacques Desportes         |
| Grand Prix Garel             |                           |                           |                           |
| 1976                         | François Indalecio        |                           |                           |
| 1977                         | Patrice Caporusso         | Jean-Marc Barle           | Michel Delolme            |
| Grand Prix Mathias           |                           |                           |                           |
| 1978                         | Henri Chavy               | Bernard Robert            | Alain Poussard            |
| 1979                         | Joël Bernard              | Jean-Claude Dirx          | Pascal Knepper            |
| 1980                         | Jacques Desportes         | Richard Skowronski        | Jean-Marc Barle           |
| 1981                         | André Chappuis            | Gérard Dessertenne        | René Forestier            |
| 1982                         | Frédéric Moreau           | Alain Philibert           | Bernard Jusselme          |
| 1983                         | Patrick Janin             | Bernard Jusselme          | Jean-Claude Garde         |
| 1984                         | Michel Bibollet           | Étienne Néant             | Jean-Yves Bulliat         |
| 1985                         | non disputé               | non disputé               | non disputé               |
| Grand Prix Mathias Nomblot   |                           |                           |                           |
| 1986                         | Franck Rigon              | Philippe Lepeurien        | Robert Alban              |
| 1987                         | Gilles Bernard            | Éric Guillot              | Didier Lefèvre            |
| 1988                         | Arnaud Deblangey          | Christophe Manin          | Marc Thévenin             |
| 1989                         | Jean-Luc Jonrond          | Gilles Bernard            | Dominique Molard          |
| 1990                         | Jean-Pierre Delphis       | Jean-Philippe Dojwa       | Dominique Terrier         |
| 1991                         | Dominique Terrier         | Francisque Teyssier       | Christophe Enderlen       |
| 1992                         | José Lamy                 | Jean-Pierre Bourgeot      | Gilles Bernard            |
| 1993                         | Hervé Arsac               | Pierre-Yves Chatelon      | Stéphane Goubert          |
| 1994                         | David Orcel               | Hervé Arsac               | Frédéric Laubier          |
| 1995                         | Lars Thystrup             | Ryszard Szostak           | Dominique Molard          |
| 1996                         | Christophe Faudot         | Cyril Dessel              | Christophe Manin          |
| 1997                         | Jérôme Bernard            | Éric Salvetat             | Gilles Delion             |
| 1998                         | Gilles Delion             | José Medina               | Francis Roger             |
| 1999                         | Eddy Lembo                | Jérôme Gannat             | Jérôme Rouyer             |
| 2000                         | Marc Thévenin             | Frédéric Ruberti          | Jérôme Gannat             |
| 2001                         | Sébastien Rainaud         | Laurent Frizet            | Kristoffer Ingeby         |
| 2002                         | Mickaël Buffaz            | Noan Lelarge              | Dimitar Dimitrov          |
| 2003                         | Nicolas Boulenger         | Alexandre Grux            | Nicolas Dumont            |
| 2004                         | Noan Lelarge              | Pierre Therville          | Sébastien Grédy           |
| 2005                         | Benjamin Johnson          | Benoît Luminet            | Olivier Grammaire         |
| 2006                         | annulé en raison de neige | annulé en raison de neige | annulé en raison de neige |
| 2007                         | Gatis Smukulis            | Yury Trofimov             | Thierry Hupond            |
| Grand Prix Mathias Piston    |                           |                           |                           |
| 2008                         | Paweł Wachnik             | David Tanner              | Cyril Bessy               |
| 2009                         | Benjamin Giraud           | Yoann Bagot               | Arthur Vichot             |
| 2010                         | Ramūnas Navardauskas      | Evaldas Šiškevičius       | Yohan Cauquil             |
| Grand Prix Serra-Delorme     |                           |                           |                           |
| 2011                         | Vincent Canard            | Christophe Goutille       | Yann Durand               |
| 2012                         | Mathieu Teychenne         | Sébastien Grédy           | Frédéric Brun             |
| 2013                         | Guillaume Bonnet          | Blaise Sonnery            | Jérôme Mainard            |
| 2014                         | Vincent Canard            | Édouard Lauber            | Žydrūnas Savickas         |
| Grand Prix Delorme-Eurocapi  |                           |                           |                           |
| 2015                         | Jérémy Bescond            | Simon Buttner             | Quentin Bernier           |
| 2016                         | Dorian Godon              | Žydrūnas Savickas         | Benjamin Dyball           |
| Grand Prix New Bike-Eurocapi |                           |                           |                           |
| 2017                         | Benjamin Dyball           | Victor Lafay              | Romain Seigle             |
| Grand Prix By My Car         |                           |                           |                           |
| 2018                         | Sébastien Fournet-Fayard  | Bastien Duculty           | Sten Van Gucht            |